# Тамполар Матвій Михайлович
Матвій Михайлович Тамполар (1894, місто Хотин Бессарабської губернії, тепер Хотинського району Чернівецької області — 12 березня 1981, місто Хотин Чернівецької області) — український радянський діяч, новатор виробництва, бригадир бондарного цеху Хотинського пивзаводу. Депутат Верховної Ради УРСР 4-го скликання.

## Біографія
Народився у родині робітника. Трудову діяльність розпочав дванадцятирічним підлітком. Працював бондарем у пивоварнях міста Хотина, робітником каменоломні у селі Мамалига.
У 1919 році був активним учасником Хотинського повстання проти румунської влади. Під час німецько-радянської війни переслідувався румунською поліцією за «політичну неблагонадійність».
З 1944 року — робітник, бригадир бондарного цеху Хотинського пивзаводу Чернівецької області.
Член КПРС. Обирався членом Хотинського районного комітету КПУ Чернівецької області, депутатом Чернівецької обласної та Хотинської міської рад депутатів трудящих.
Потім — персональний пенсіонер республіканського значення.